# Варадинци
Варадинци су бивше насеље на подручју данашњег Новог Сада. Постојали су од средњег века до османског периода.

## Називи
Варадинци су познати под разним називима - на српском: Варадинци, Варад, Петроварадин, Стари Петроварадин, Вашарош Варад, Петро де Варадино, Петур Варад; на латинском: Warad; на мађарском: Vásárosvárad. За насеље је укупно употребљавано око двадесетак назива.

## Локација
Постојање овог насеља је археолошки потврђено. Оно се налазило на подручју северне периферије данашње Клисе и Темеринске петље. Било је лоцирано уз стари ток Дунава.

## Историја
Ово насеље се први пут помиње у историјским изворима током угарске управе 1213. године под називом Петро де Варадино. Међутим, археолошка истраживања су потврдила континуитет насељавања од 10. века. Према повељи угарског краља Беле IV из 1237. насеље је додељено манастиру Цистерцита. У њему су се прикупљале дажбине из суседних насеља и предавале манастиру.
Насеље је страдало у време монголске најезде 1242. године. Убрзо након тога је обновљено. 1522. године се помиње као Вашарош Варад. Извори из 16. века описују ово насеље као важно трговачко средиште.
У 16. веку, насеље улази у састав Османског царства. По турским тефтерима, насеље Варадинци је припадало Бачкој нахији. Тада се први пут јавља и назив Варадинци. Насеље се помиње и 1665. године.

## Демографија
Нема података о становништву овог насеља из првог периода његовог постојања. Из периода пред сам крај угарске владавине постоји порески списак из 1522. који помиње имена становника насеља. Међу овим именима има како мађарских тако и словенских (Божо, Радован). У време османске власти, сви пописани становници насеља били су Срби. 1590. године је у Варадинцима пописано 18 кућа. Турске пореске књиге су пописивале само хришћанске породице које су плаћале порез. Турци (односно муслимани), као и Срби који су били у турској служби, нису имали обавезу плаћања пореза.

## Карактеристике насеља
Археолошка ископавања открила су на овој локацији остатке цркве и гробља. Стамбени објекти су били мале величине. Насеље је са Петроварадином на сремској обали Дунава повезивала скела. Оно је вероватно делом било утврђено.
Становници насеља бавили су се рибарством, трговином и занатством, посебно производњом чамаца и скела за превоз жита и вина.